# Quercus incomita
Quercus incomita är en bokväxtart som beskrevs av Ernest Jesse Palmer. Quercus incomita ingår i släktet ekar, och familjen bokväxter.
Artens utbredningsområde är Arkansas. Inga underarter finns listade.